# آناتوکسین-ای
آناتوکسین-ای (به انگلیسی: Anatoxin-a) با فرمول شیمیایی C۱۰H۱۵NO یک ترکیب شیمیایی با شناسه پاب‌کم ۴۳۱۷۳۴ است. که جرم مولی آن ۱۶۵٫۲۳۲ می‌باشد. 